# Kruchaweczka popielatoblaszkowa
Kruchaweczka popielatoblaszkowa (Psathyrella tephrophylla (Romagn.) Bon – gatunek grzybów należący do rodziny kruchaweczkowatych (Psathyrellaceae).

## Systematyka i nazewnictwo
Pozycja w klasyfikacji według Index Fungorum: Psathyrella, Psathyrellaceae, Agaricales, Agaricomycetidae, Agaricomycetes, Agaricomycotina, Basidiomycota, Fungi.
Po raz pierwszy opisał go w 1852 r. Henri Charles Louis Romagnesi nadając mu nazwę Drosophila tephrophylla. Obecną, uznaną przez Index Fungorum nazwę nadał Marcel Bon w 1983 r.
Synonimy:
- Drosophila tephrophylla Romagn. 1952
- Psathyrella tephrophylla (Romagn.) M.M. Moser 1955

Polską nazwę zaproponował Władysław Wojewoda w 2003 r.

## Występowanie
Znane jest występowanie Psathyrella tephrophylla tylko w niektórych krajach  Europy. Władysław Wojewoda w swoim zestawieniu grzybów wielkoowocnikowych Polski w 2003 r. podaje tylko 2 stanowiska z uwagą, że jego rozprzestrzenienie w Polsce i stopień zagrożenia nie są znane.
Grzyb saprotroficzny. Występuje w liściastych lasach i zaroślach na ziemi wśród traw.